# Civair
Civair es una aerolínea y operador chárter de helicópteros con base en Ciudad del Cabo, Sudáfrica. El principal negocio de la compañía es la operación chárter de helicópteros.
En marzo de 2004, comenzó a operar como aerolínea de bajo coste volando entre Ciudad del Cabo y Londres Stansted, operando tres veces a la semana con un Boeing 747.
En diciembre de 2004, unos 7400 pasajeros tenían reservado el vuelo cuando se reveló que Civair no contaba con un avión válido para efectuar los vuelos, y no se les ofreció ninguna otra alternativa. A ninguno de los pasajeros le fue notificado de manera oficial la cancelación de los vuelos. En 2005, el director de la compañía Andy Cluver, junto con Kobus Nell, el responsable de contabilidad, fueron llamados para emprender acciones legales contra Civair por la CAA (Dirección de Aviación Civil) de Sudáfrica.

## Historia
Desde 1989 Civair efectúa vuelos chárter de helicóptero y de negocios.

### Estructura de la organización
Civair Helicopters CC efectúa vuelos chárter de helicóptero y ala fija , como principal negocio de la organización.

## Flota
En 2004, Civair utiliza 6 helicópteros, y 6 aviones. Posee un Kingair 900 valorado en 50.000 dólares. Las restantes aeronaves son de propiedad privada:
Helicópteros:
- 2 Bell Jet Ranger Helicopters
- 1 Hughes 500
- 2 Robinson R44
- 1 BO 105

Aviones:
- 1 Strikemaster Jet
- 1 Cessna 207
- 1 Cessna 414
- 1 Pilatus PC12
- 1 Pilatus PC12
- 1 Beech Kingair 200

Estas aeronaves están subcontratadas a Civair.